# Ellerby (North Yorkshire)
Ellerby – wieś w Anglii, w hrabstwie North Yorkshire, w dystrykcie (unitary authority) North Yorkshire. Leży 66 km na północ od miasta York i 338 km na północ od Londynu. W 2001 miejscowość liczyła 30 mieszkańców.